# Mærsk E-klasse
Mærsk E-klassen består af otte containerskibe der hver især kan fragte 14.770 20-fods ISO-containere (TEU). Hvert skib i klassen bærer et navn der begynder med "E" og frem til 2012 var skibene i klassen de største containerskibe i verden, og er med sine 397 meters længde og 56 meters bredde de længste skibe i brug i verden i dag. Skibene er ejet af det danske rederi A.P. Møller - Mærsk der har hovedkvarter på Esplanaden i København. Alle skibene er bygget på det nu lukkede Odense Staalskibsværft hvor de havde nybygningsnumrene L203-L210. Efterfølgeren til E-klassen, kaldt Triple E er allerede under konstruktion og er endnu større og er opbygget omkring et brændstoføkonomisk design.
I 2012 havde E-klassen stadig den største fuldt lastede fragtkapacitet, hvor skibene kan fragte op til 11.000 containere. CMA CGM Marco Polo kan medbringe op til 10.000 fuldt lastede containere, men kan, hvis containerne ikke er fuldt lastet, bære op til 16.020 containere.

## Skibe i klassen
| Navn           | Kølen lagt      | Søsat        | Afleveret         | Navngivet af                    | Kaldesignal | IMO-nummer | Hjemmehavn |
| -------------- | --------------- | ------------ | ----------------- | ------------------------------- | ----------- | ---------- | ---------- |
| Emma Mærsk     | 20. januar 2006 | 18. maj 2006 | 28. august 2006   | Ane Mærsk Mc-Kinney Uggla       | OYGR2       | 9321483    | Taarbæk    |
| Estelle Mærsk  |                 |              | 9. november 2006  | Birgit Schultz Hansen           | OVXO2       | 9321495    | Hellerup   |
| Eleonora Mærsk |                 |              | 12. januar 2007   | Bernadette Brabeck-Letmathe     | OVXP2       | 9321500    | Svendborg  |
| Evelyn Mærsk   |                 |              | Marts 2007        | Berit Jensen                    | OXHV2       | 9321512    | København  |
| Ebba Mærsk     |                 |              | 15. juni 2007     | Gunilla Nyman                   | OXHW2       | 9321524    | København  |
| Elly Mærsk     |                 |              | 5. september 2007 | Leise Mærsk Mc-Kinney Møller    | OXHY2       | 9321536    | Svendborg  |
| Edith Mærsk    |                 |              | 14. november 2007 | Kirsten Mærsk Mc-Kinney Olufsen | OXOR2       | 9321548    | Roskilde   |
| Eugen Mærsk    |                 |              | 29. januar 2008   | Lady Bond                       | OXOS2       | 9321550    | Randers    |

## Eksterne links
- Wikimedia Commons har flere filer relateret til Mærsk E-klasse
- Maerskline.com: Vessels